# 904
Cette page concerne l'année 904  du calendrier julien.  Pour le nombre 904, voir 904 (nombre).
L'année 904 est une année bissextile qui commence un dimanche.

## Événements
- 10 février, Chine  : Zhu Wen ordonne l'évacuation de Chang'an. La capitale des Tang est transférée à Luoyang pendant que les palais et les bâtiments administratifs de Chang'an sont démantelés[1].
- 29 janvier : début du pontificat de Serge III (fin en 911)[2]. Il arrête l’antipape Christophore qui sera mis à mort en 906[3]. Il inaugure la période dite de la Pornocratie (fin en 964). Le duché de Rome tombe sous la domination du comte Théophylacte qui va faire et défaire les papes, avec sa femme Théodora et sa fille Marozie Ire (fin en 932)[4].
- 29 - 31 juillet : les pirates sarrasins de Crète, conduit par le renégat byzantin Léon de Tripoli assiègent et prennent la ville de Thessalonique[5]. L'empire byzantin, menacé par Siméon de Bulgarie, doit traiter. Le sud de l'Albanie et le sud de la Macédoine sont occupées par l'Empire bulgare, qui fait l'unité des tribus slaves des Balkans[6].
- 22 septembre, Chine : Zhu Wen fait assassiner l’empereur et met sur le trône un prince de 13 ans[7].

- Raid des Magyars en Bavière. Le « kendé » Kurszán (en) est assassiné lors d'un banquet par les Francs. Il est remplacé par le « gyula » Árpád[8].